# 客家菜包
客家菜包，為台灣客家人的傳統粄食之一，因外形有如裝豬仔的竹籠，又稱豬籠粄。雖然名稱當中包含「包」字，但是材料與社會大眾熟悉的的菜包不同，是以糯米皮包覆而成。客家人主要在農曆過年及清明製作菜包，以敬奉神明或弔念祖先，祈求平安、吉利、好彩頭。

## 食材與做法
- 糯米
- 蘿蔔乾或蘿蔔絲
- 配料（菜脯、香菇、肉末等）

將蘿蔔絲、香菇、油蔥、乾蝦皮等內餡炒過後，用糯米外皮包裹，即成一顆餡料豐富的菜包。